# Probulov
Probulov (dříve Probylov, případně Prublov) je obec v okrese Písek v Jihočeském kraji. Žije v ní 76 obyvatel.
Leží asi dvacet kilometrů severně od Písku a šest kilometrů severovýchodně od Čimelic. K Probulovu náležela osada Laziště a samota Doly (nazývaná též jako „Dolů“).[ve zdroji nenalezeno]

## Historie
První písemná zmínka o vesnici pochází z roku 1312, ale tehdy byla uváděna pod jménem Probylov (Probylow). Přestože už mapy stabilního katastru nazývají ves jako Probulow, původní varianta Probylov stále převažovala až do počátku 20. století. Název byl úředně ustanoven na současnou podobu roku 1924.
Probulov ve 14. století patřil ke královskému statku Lety, později ves přešla ke zvíkovskému panství. Následně s ním byla roku 1534 připojena k nedalekému Orlíku, který vlastnil šlechtický rod Eggenberků a později jej převzali jeho noví majitelé Schwarzenbergové. Po provedené reorganizaci správy orlického panství roku 1587 se Probulov dostal pod správu rychty se sídlem ve Starém Sedle, k níž patřilo Staré Sedlo, Žďákov, Králova Lhota a Horní Nerestce. K orlickému panství Probulov náležel až do roku 1848.
Po zrušení poddanství a zavedení obecní samosprávy vznikla spojená obec starosedlecká (čítající Staré Sedlo, Královu Lhotu, Orlík, Žďákov a Probulov), do které byl Probulov začleněn jako jedna z jejích osad. Spojená obec náležela do obvodu okresního soudu v Mirovicích, podkrajského úřadu v Březnici a krajské vlády v Plzni. Po reformě politické správy v rocr 1855 se stal nadřízenou instancí spojené obce (tzv. smíšený) okresní úřad v Mirovicích a krajský úřad v Písku. Po reorganizaci politické správy v roce 1868 převzalo její výkon okresní hejtmanství v Písku, v oblasti justice podléhala spojená obec znovu okresnímu soudu v Mirovicích. Při Starém Sedle nadále zůstaly jen osady Orlík a Žďákov. 
Probulov spadal pod farní úřad ve Starém Sedle a většina obyvatel se hlásila k římskokatolickému vyznání. Místní obyvatelstvo bylo převážně zaměstnáno v zemědělství a oborech s ním spojených. Zastoupeno zde bylo množství rolníků, zedníků a tesařů. Děti docházely do školy ve Starém Sedle vzdálené přibližně dva kilometry. Mezi obecní zaměstnance patřil pokladník, posel, pastýř, knihovník, ponocný a zvoník. Probulov měl také obecní knihovnu, kovárnu (čp. 29), pastoušku (čp. 32), která postupem času začala sloužit jako obecní chudobinec a na jejímž místě byl tento definitivně vystavěn roku 1930. Obecní cihelna zanikla pravděpodobně již někdy na konci 19. století. Ve dvacátých letech 20. století se v obci nacházely dva hostince nazývané u „Pavlíčků“ a u „Háchů“ a dva obchody. Ve vsi zůstala dochována řada klasicistní architektury. Historická zástavba se do současné doby dochovala s výjimkou dílčích modernizací prakticky nenarušená. Spolková činnost v obci se nijak mimořádně nerozvíjela. Sbor dobrovolných hasičů v Probulově (založený roku 1901) čítal 25 členů a náležel pod hasičskou župu Bozeň v Mirovicích. Dále zde působil hasičský ochotnický divadelní spolek. 
Začátek druhé světové války s sebou přinesl vytvoření probulovské Civilní protiletecké ochrany a organizováno zde bylo i Národní souručenství. Původní zvon z roku 1823 umístěný v návesní kapličce, kterému se podařilo přestát rekvizice za první světové války byl dne 22. března 1942 z kapličky odebrán a při početné účasti místních obyvatel následujícího dne odeslán na roztavení. Již počátkem roku 1944 se ale ve vsi podařilo vybrat dostatek financí na odlití nového zvonu se jménem Václav. Ke konci války v zimě roku 1944 Probulov hostil asi dvacetičlenný oddíl německých vojáků a přibližně stejný počet jejich italských zajatců, kteří si pro sebe zabrali oba obecní hostince. Dne 25. března roku 1945 se blízké okolí Probulova stalo terčem náletů. Pod palbou se ocitlo především čimelické nádraží, nedaleké Mirotice a okolí Zvíkova. Škody po bombardování a střelbě se sčítaly také v Probulově. Střely zasáhly celou řadu stavení, v jednom domě na to vypukl požár a několik lidí bylo zraněno.[ve zdroji nenalezeno]

## Obyvatelstvo
| Rok            | 1869 | 1880 | 1890 | 1900 | 1910 | 1921 | 1930 | 1950 | 1961 | 1970 | 1980 | 1991 | 2001 | 2011 | 2021 |
| -------------- | ---- | ---- | ---- | ---- | ---- | ---- | ---- | ---- | ---- | ---- | ---- | ---- | ---- | ---- | ---- |
| Počet obyvatel | 359  | 385  | 359  | 347  | 322  | 281  | 264  | 192  | 187  | 141  | 112  | 67   | 57   | 51   | 66   |
| Počet domů     | 49   | 53   | 53   | 53   | 52   | 53   | 55   | 61   | 55   | 53   | 43   | 51   | 50   | 51   | 56   |

## Obecní správa
Mezi lety 1850–1874 patřil Probulov jako osada obce k Orlíku nad Vltavou v okrese Písek. V letech 1874–1964 byl obcí. Od 14. června 1964 do 31. prosince 1991 patřil jako část obce ke Králově Lhotě a od 1. ledna 1992 je opět samostatnou obcí.

## Pamětihodnosti
- Kříž u silnice ke Starému Sedlu
- Návesní kaple[8]
- Kaple zhruba jeden kilometr za vesnicí u bývalé cesty do Let[8]

## Galerie

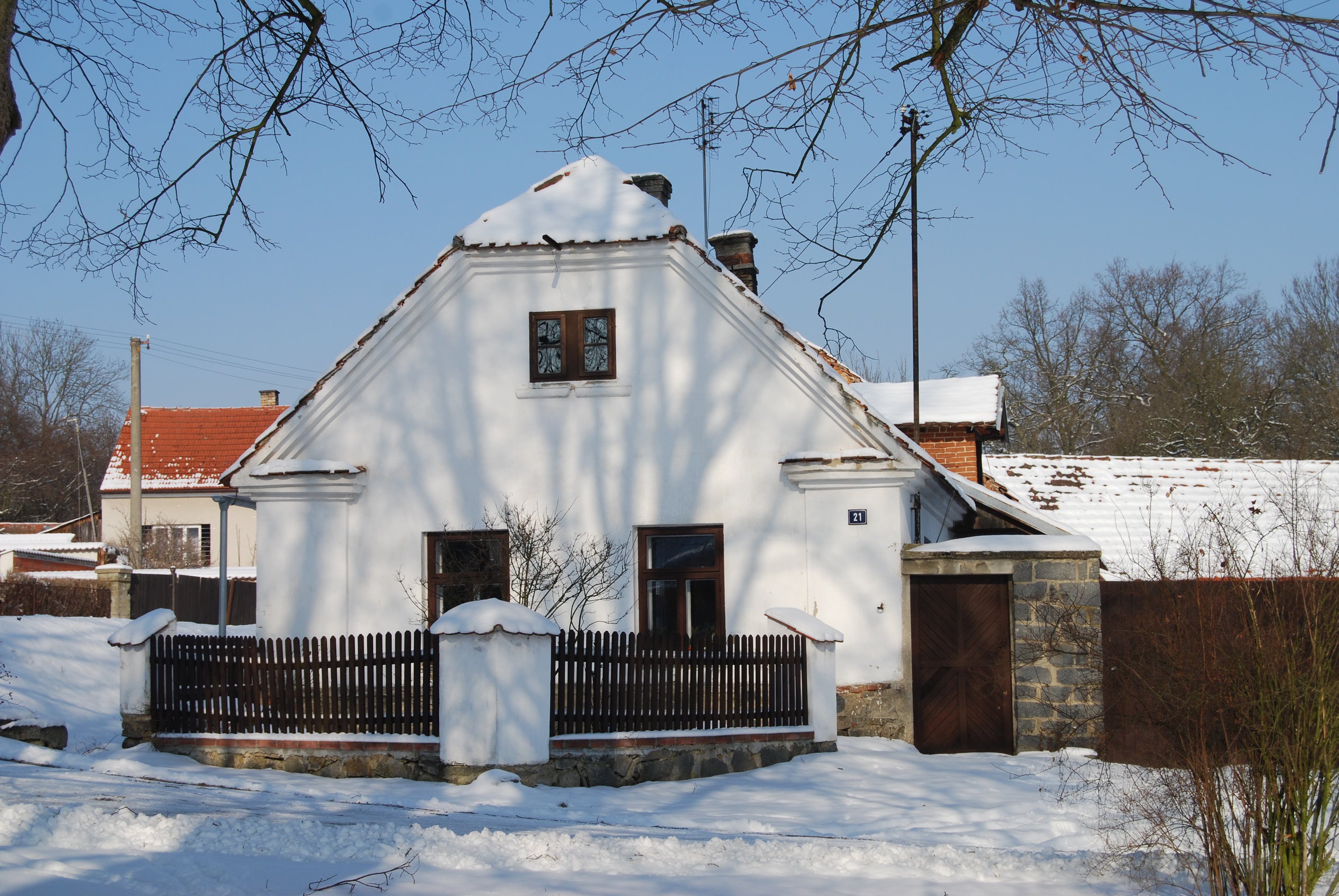
Usedlost v obci
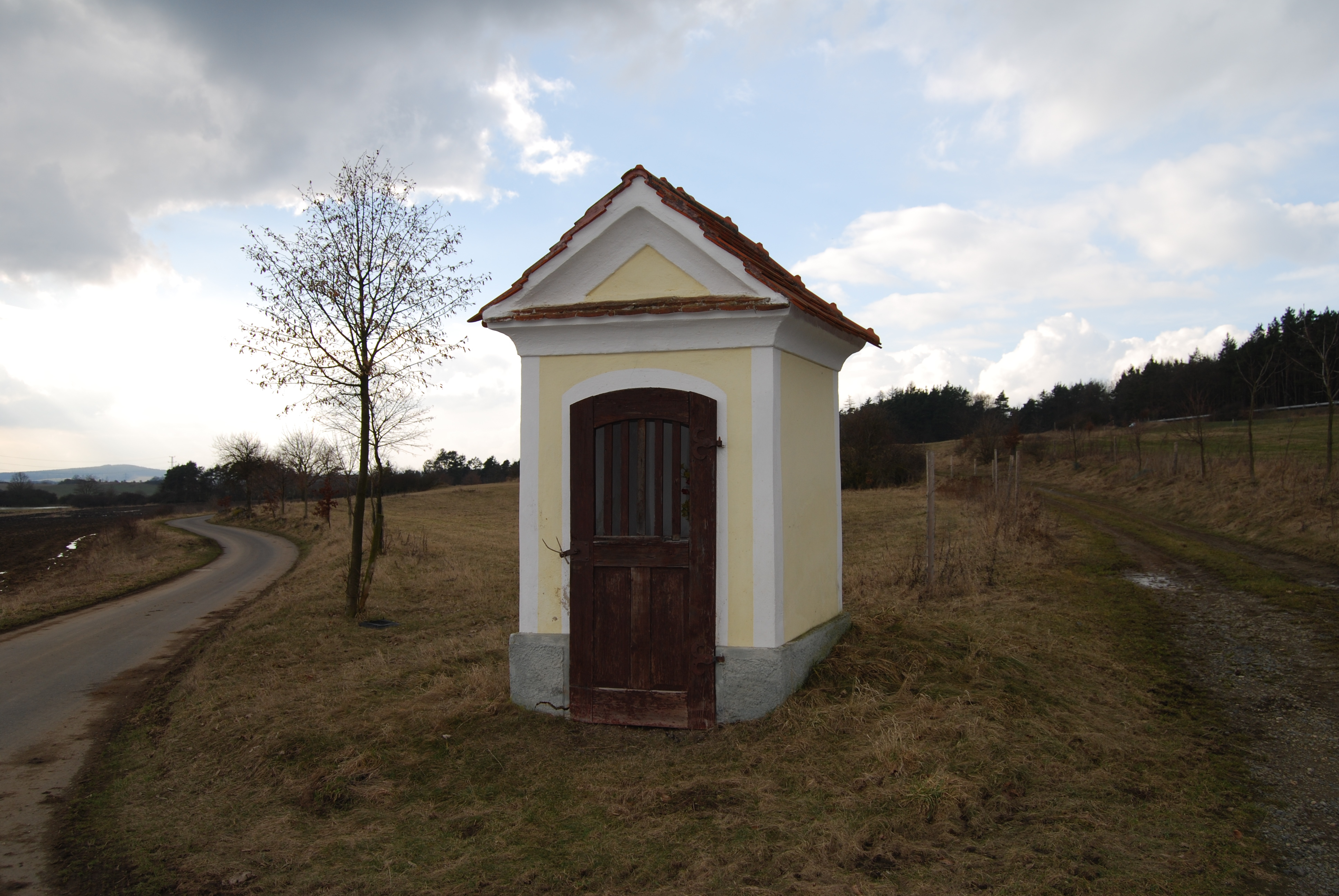
Kaple za obcí
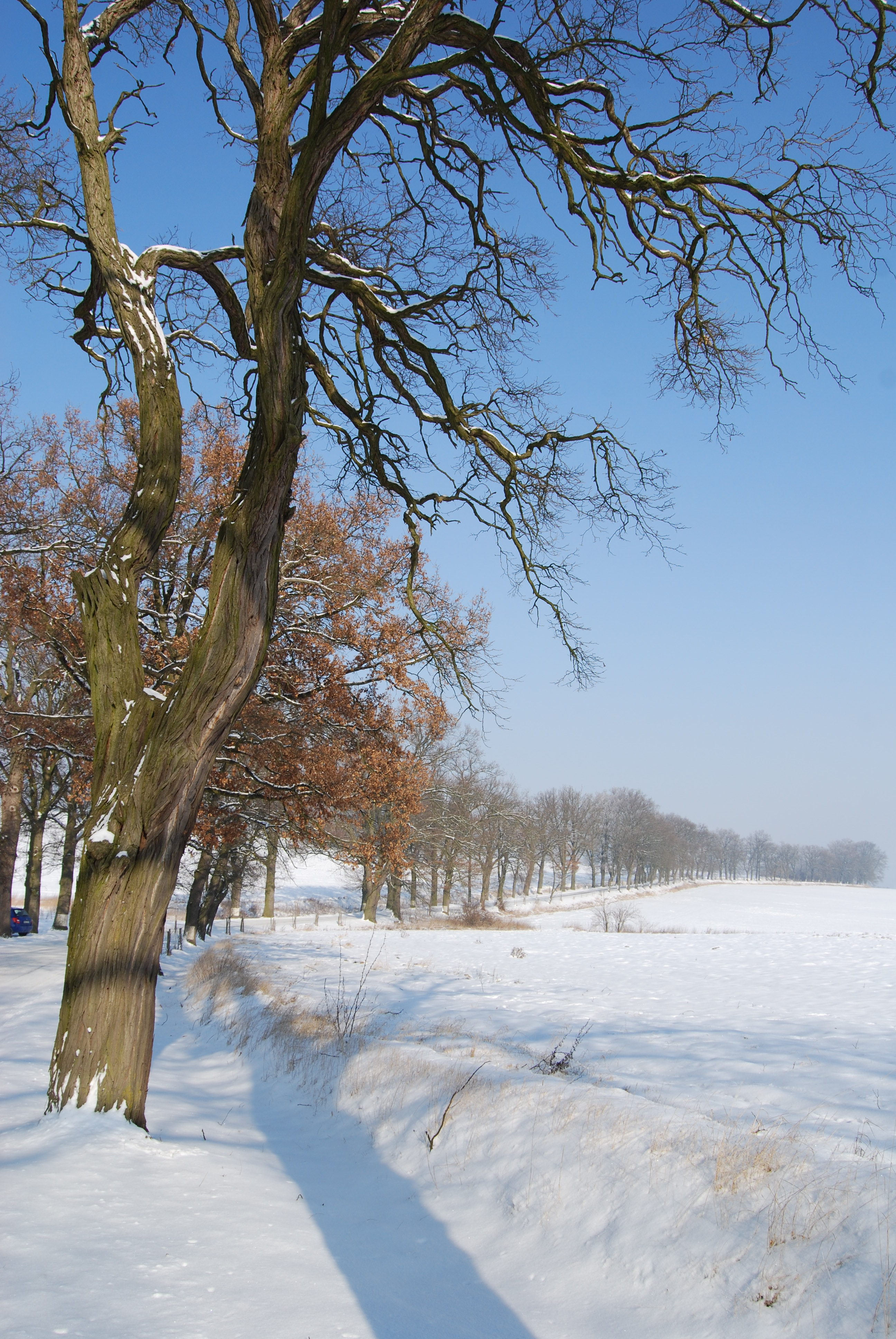
Pohled na komunikaci z obce směrem na Orlík nad Vltavou
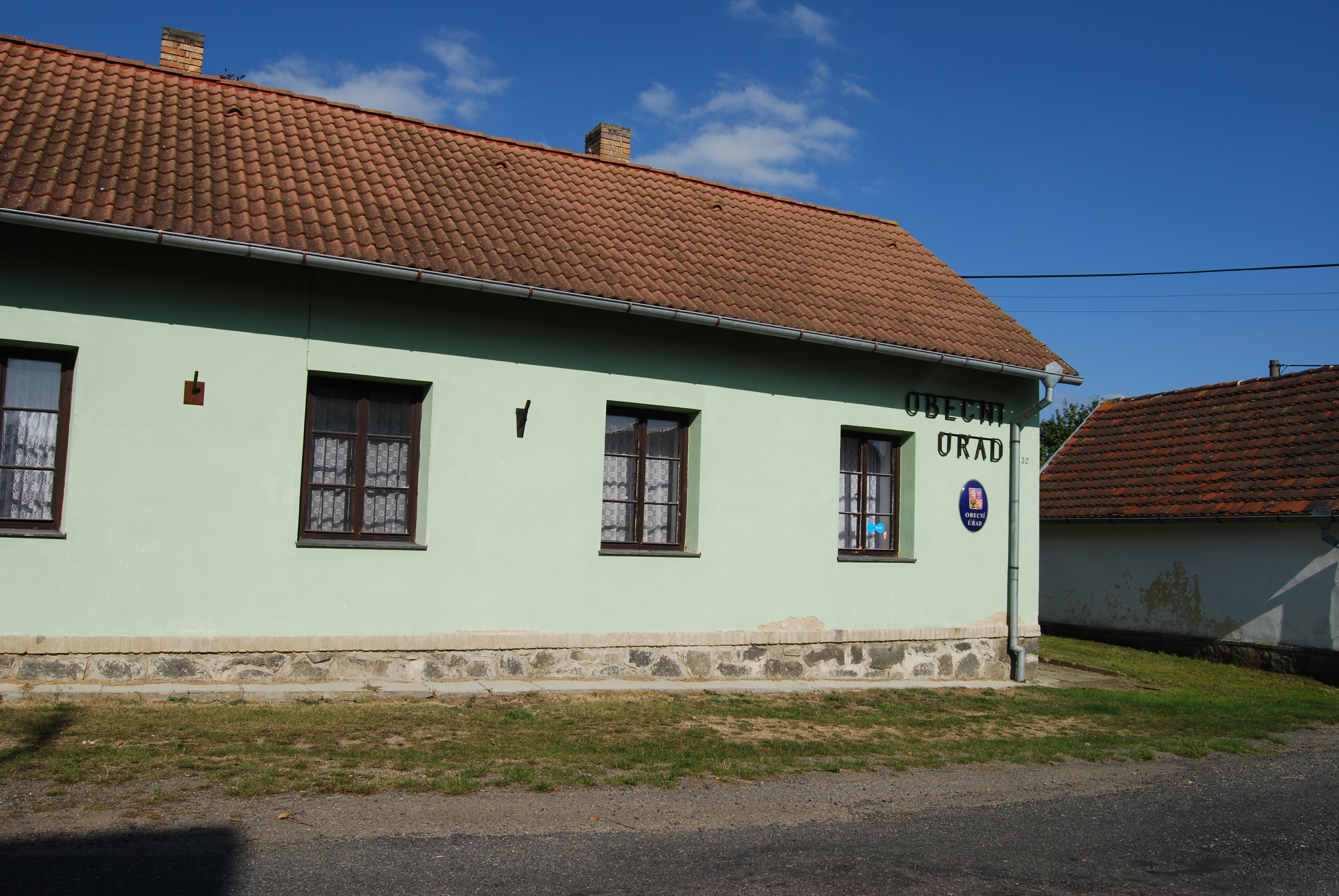
Obecní úřad
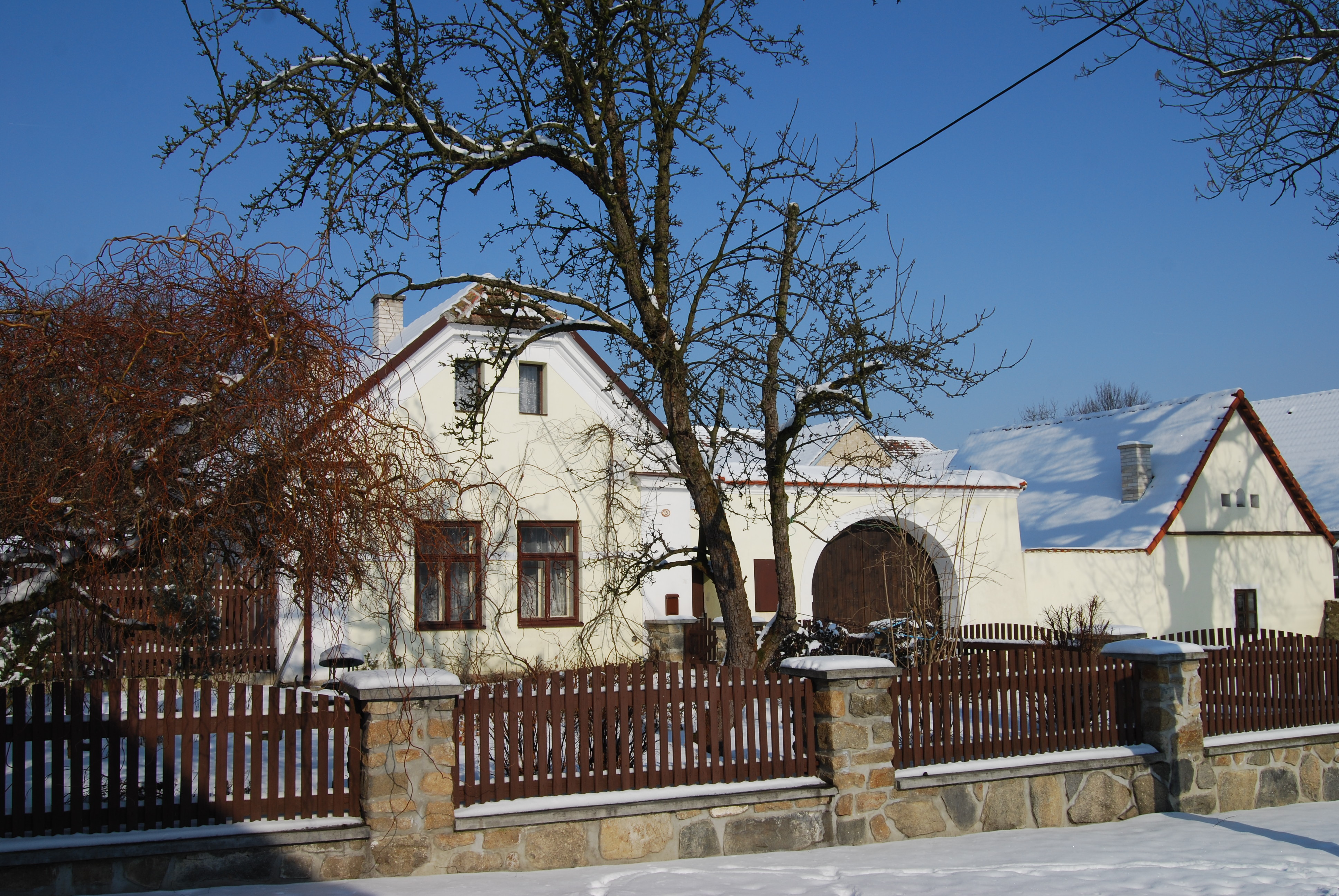